# Какорток
Какорто́к (гренл. Qaqortoq), также Юлианехоб (дат. Julianehåb) — город на юго-западном побережье Гренландии. С 2009 года Какорток входит в новую коммуну Гренландии, Куяллек и является её административным центром (до 2009 года город был центром муниципалитета Какорток).

## Общие сведения

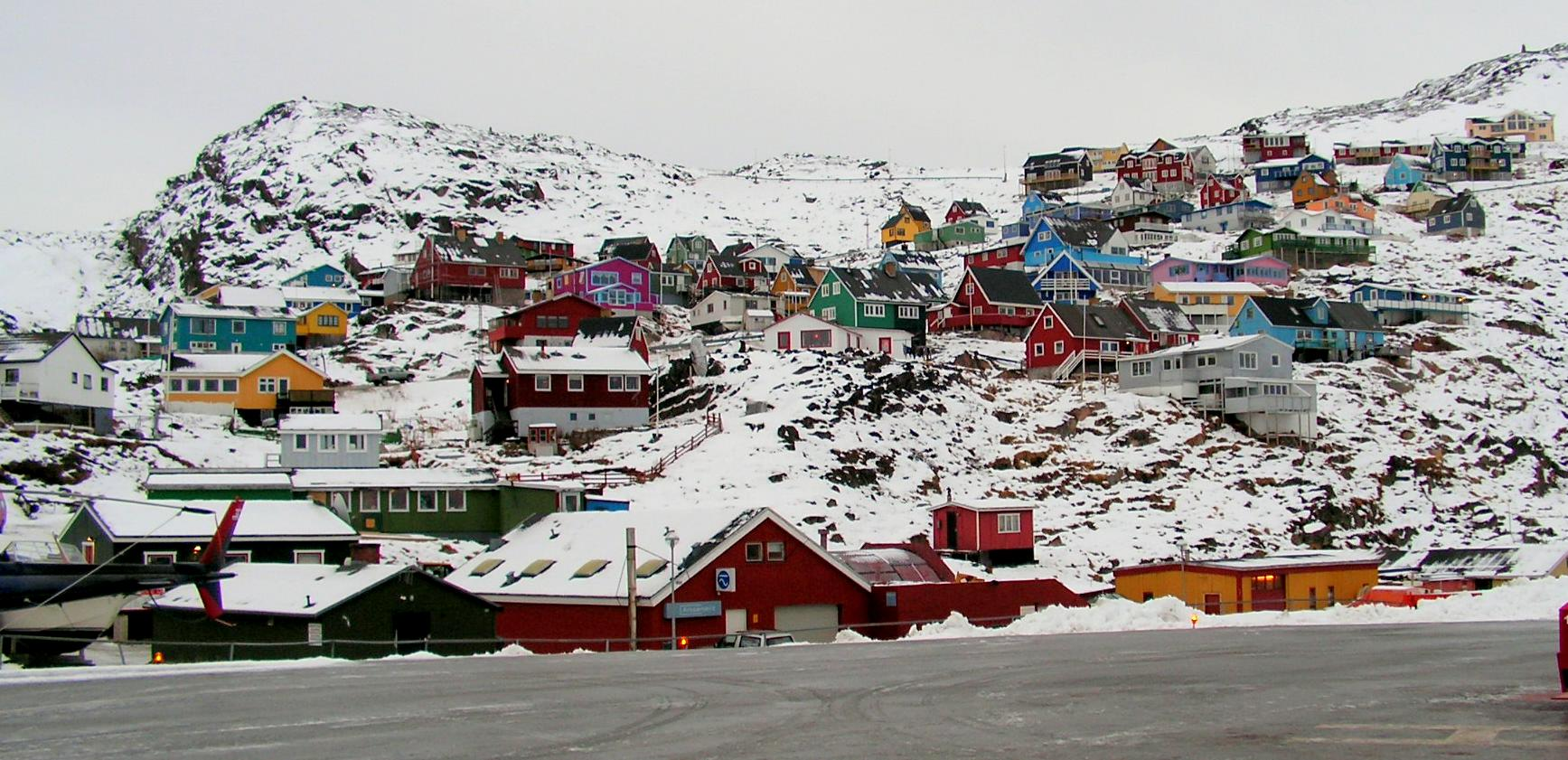
Какорток зимой

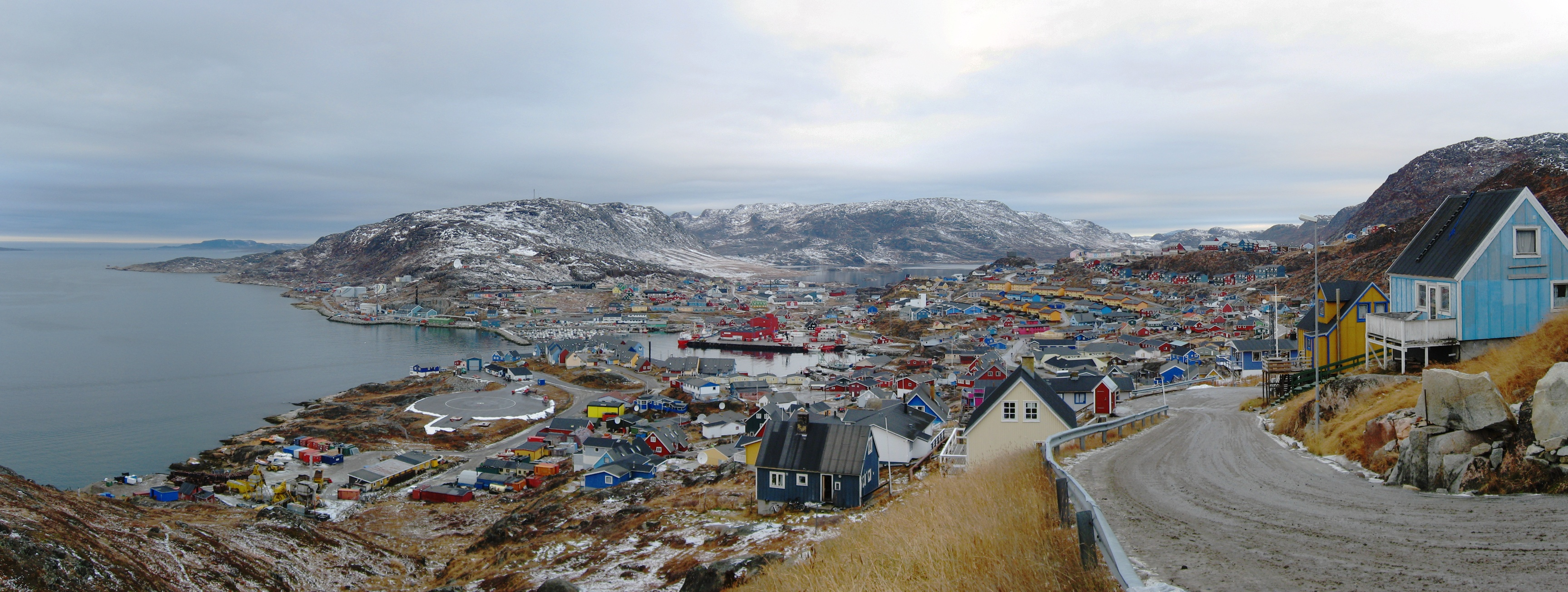
Панорама города в 2008 году

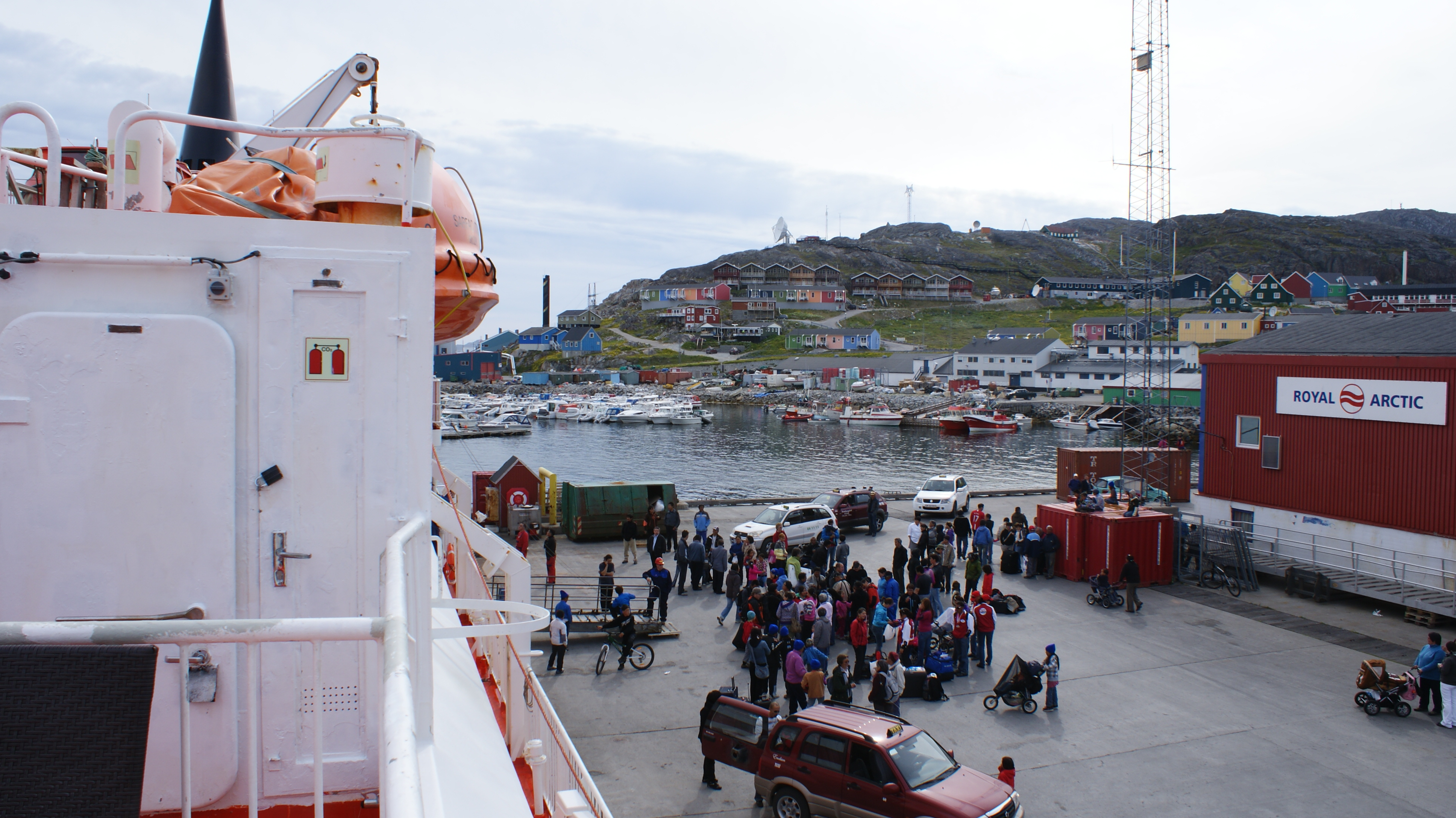
Судно Sarfaq Ittuk компании Arctic Umiaq Line в порту Какорток

Население составляет 3100 человек, что делает город четвёртым по количеству населения в Гренландии и крупнейшим городом её юга. Граничит с Нанорталиком на юге, Нарсаком и Ивиттуутом — на севере. Общее население муниципалитета достигает 3490 человек (2007).
В Какортоке есть гимназия, торговый колледж и центр народных ремёсел. Занятость обеспечивают верфь и кожевенная фабрика — «Great Greenland Garveri» — единственная в Гренландии, она производит модную меховую одежду.
Транспортное сообщение обеспечивается вертолётной площадкой, откуда летают рейсы в Нарсарсуак, где, помимо вертодрома, есть и аэродром для самолётов. Постройка аэродрома в Какортоке обсуждается много лет, но встречает противодействие экологов. Также в Какортоке есть причал для морских судов, где курсирует паром Arctic Umiaq Line. Автомобильных дорог в другие населённые пункты нет, как и в остальной Гренландии. Возможны поездки по суше на внедорожниках, а зимой — на снегоходах.

## История
Современный Какорток был основан норвежским торговцем Андерсом Олсеном в 1775 году и назван Юлианехобом в честь датской королевы Юлианы Марии Брауншвейг-Вольфенбюттельской. 
В окрестностях сохранились развалины и остатки фундаментов жилищ Восточного поселения (исл. Eystribyggð) гренландских норманнов X—XV веков.

## Достопримечательности
В городе, неподалёку от рыночной площади, находится фонтан, который сделан в виде китов, извергающих воду из дыхал. Долгое время он был единственным в Гренландии, до постройки ещё одного в Сисимиуте. Сама рыночная площадь, возле которой также находятся несколько зданий двухвековой давности (и используемых как музеи), расположена неподалёку от порта.
По всему городу встречаются следы проекта «Камень и Человек», организованного в 1993—1994 годах местной художницей Акой Хёх (дат. Aka Høegh, род. 1947) — 18 художников из северных стран обработали выходящие на улицы гранитные стены или установили каменные скульптуры.

## Климат
Климат субарктический, с чертами океанического. Зима мягкая, с довольно частыми оттепелями и обильными снегопадами. Лето холодное и дождливое.
| Показатель                               | Янв. | Фев. | Март | Апр. | Май | Июнь | Июль | Авг. | Сен. | Окт. | Нояб. | Дек. | Год  |
| ---------------------------------------- | ---- | ---- | ---- | ---- | --- | ---- | ---- | ---- | ---- | ---- | ----- | ---- | ---- |
| Абсолютный максимум, °C                  | 10   | 10   | 10   | 13   | 17  | 19   | 21   | 19   | 18   | 17   | 13    | 11   | 21   |
| Средний суточный максимум, °C            | −2   | −1,3 | −0,5 | 3,2  | 7,5 | 9,8  | 11,7 | 11,6 | 8,5  | 4,2  | 1,1   | −1,2 | 4,4  |
| Средняя температура, °C                  | −5,5 | −5   | −4,4 | −0,6 | 3,3 | 5,2  | 7,1  | 7,2  | 5    | 1,2  | −1,9  | −4,4 | 0,6  |
| Средний суточный минимум, °C             | −9   | −8,4 | −7,9 | −4   | 0   | 1,7  | 3,7  | 4,1  | 2,2  | −1,4 | −4,8  | −7,7 | −2,6 |
| Абсолютный минимум, °C                   | −27  | −24  | −24  | −16  | −13 | −4   | −1   | −3   | −3   | −11  | −16   | −21  | −27  |
| Норма осадков, мм                        | 56   | 52   | 58   | 56   | 56  | 75   | 95   | 93   | 90   | 74   | 79    | 74   | 858  |
| Источник: World Climate, weatherbase.com |      |      |      |      |     |      |      |      |      |      |       |      |      |